# Закон про захист американських військовослужбовців
Закон про захист американських військовослужбовець (англ. American Service-Members' Protection Act, ASPA, офіційно Title 2 of Public Law No. 107–206, H.R. 4775, 116 Stat. 820) - прийнятий у 2002 році Федеральний закон Сполучених Штатів, що забороняє співпрацю з Міжнародним кримінальним судом (МКС).
Закон ставить за мету «захист військовослужбовців Сполучених Штатів Америки та інших обраних та призначених посадових осіб уряду Сполучених Штатів Америки від кримінального переслідування міжнародним кримінальним судом, учать в якому Сполучені Штати не приймали». Прийняття ASPA було пов'язане з початком роботи Міжнародного кримінального суду 1 липня 2002 року і супроводжувалося низкою інших зовнішньополітичних заходів - зокрема, відкликанням підпису Білла Клінтона під Римським статутом і проведенням через Раду Безпеки ООН резолюції 1422, що також забезпечує захист від юрисдикції МКС країнам, учасниками МКС.
Хоча адміністрація Клінтона спочатку підтримувала установу Міжнародного кримінального суду, і президент Клінтон підписав Римський статут у 1998 році, ця ініціатива критикувалася всередині країни; адміністрація Джорджа Буша-молодшого була налаштована до Міжнародного кримінального суду вороже. Хоча США не ратифікували Римський статут і не стали учасником МКС, уряд США побоювався, що американські громадяни, зокрема військовослужбовці, що діють у різних країнах світу в рамках операції «Незламна свобода», можуть бути засуджені Міжнародним кримінальним судом. У 1998 році Девід Шеффер, посол США за особливими дорученнями, пов'язаними з військовими злочинами, сформулював у виступі перед Конгресом побоювання таким чином: миротворчі сили з країни, що не є учасником суду (тобто США), що діють у країні, яка є учасником суду, можуть потрапити під юрисдикцію суду  .
Законопроєкт був внесений до Конгресу сенатором від штату Північна Кароліна Джессі Хелмсом та членом Палати представників від штату Техас Томом Делеєм як поправка до Закону про додаткові асигнування 2002 року для подальшого відновлення та реагування на терористичні атаки на Сполучені Штати (HR 47 на терористичні акти 11 вересня 2001  . Законопроєкт був підписаний президентом США Джорджем Бушем і набув чинності 2 серпня 2002 року. У тому ж році уряд США відкликав підпис Клінтона під Римським статутом  .
ASPA уповноважує президента США використовувати «всі необхідні та належні заходи для звільнення будь-яких осіб на службі США або їхніх союзників, якщо такі особи були затримані або піддані позбавленню волі Міжнародним кримінальним судом або будь-ким від його імені або за його дорученням». Таке розпливчасте формулювання не виключає навіть використання військової сили проти Нідерландів — країни, де розташований Міжнародний кримінальний суд; через це ЗМІ та правозахисні організації, як Human Rights Watch, називали ASPA «законом про вторгнення в Гаагу »   .
Закон забороняє американським органам влади та відомствам усіх рівнів, у тому числі судам та правоохоронним органам, надавати будь-яку допомогу МКС; забороняє видачу Міжнародному кримінальному суду будь-яких осіб із США, а також передачу суду секретної інформації в галузі національної безпеки та правопорядку. Закон також забороняє США надавати військову допомогу країнам, що є учасниками Міжнародного кримінального суду, тобто країнам, які підписали і ратифікували Римський статут Міжнародного кримінального суду, проте допускає численні винятки — ця заборона не поширюється на членів НАТО, основним союзникам, які не входять до НАТО, Тайвань . та країни, що уклали з США угоду за статтею 98, погодившись не передавати суду громадян США. До червня 2005 року США уклали такі угоди з більш ніж сотнею країн світу, найчастіше під значним політичним та фінансовим тиском  .

## Зовнішні посилання
- Текст Закону про захист американських військовослужбовців:  [Архівовано 17 квітня 2022 у Wayback Machine.] .
- Інформація HR4775[недоступне посилання з августа 2021] у Бібліотеці Конгресу
- Стенограма внесення виправлення Хелмсом у Бібліотеці Конгресу.